# 基米·戈茨
基米·戈茨（英語：Kimi Goetz，1994年8月13日—），美国女子速度滑冰运动员，2023年世界速度滑冰锦标赛女子团体竞速赛银牌得主、2024年四大洲速度滑冰锦标赛女子500米和女子1000米银牌得主、2024年世界单程距离速度滑冰锦标赛女子500米铜牌得主。